# 자연법

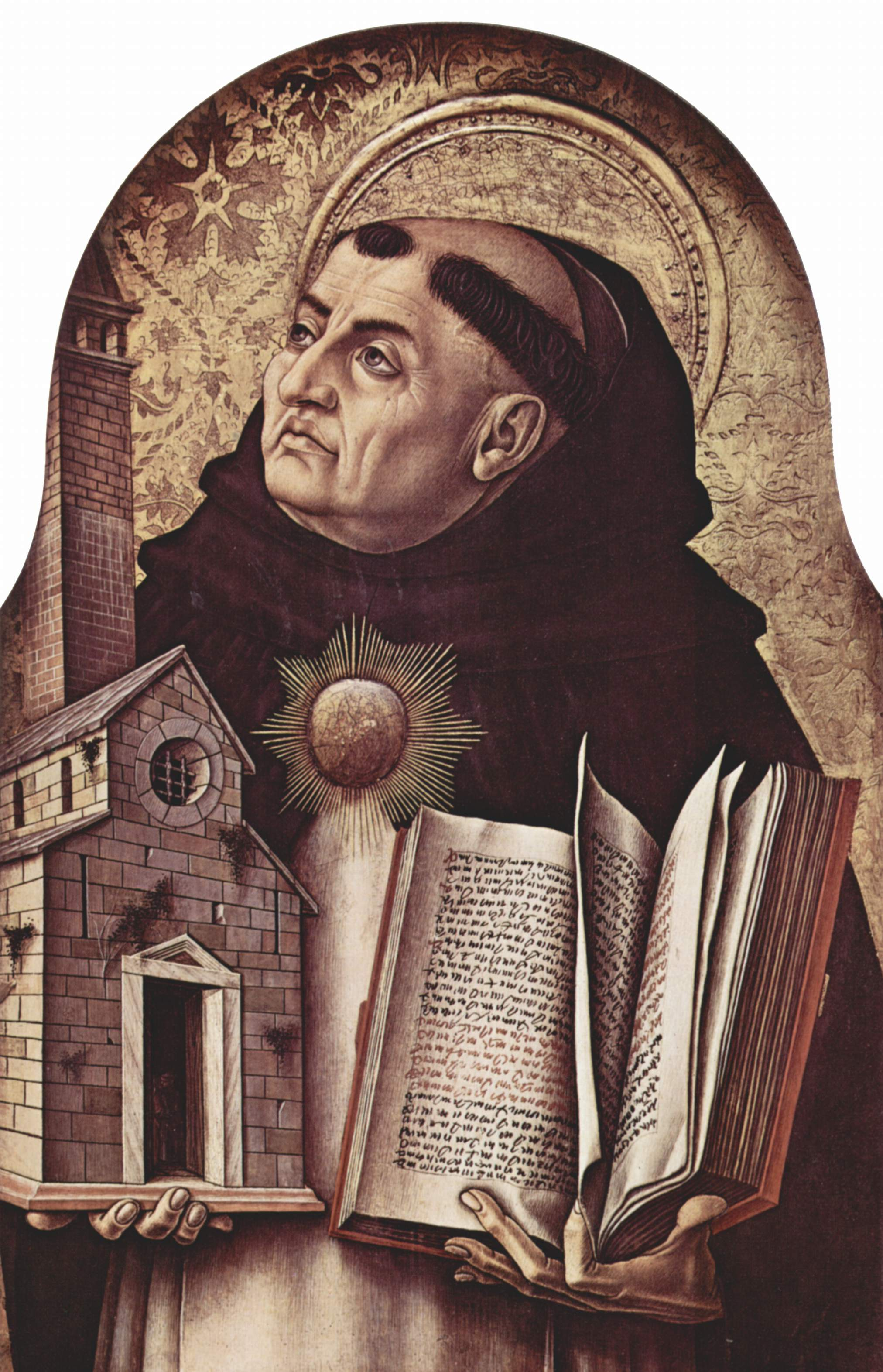

자연법(自然法, 라틴어: ius naturale, lex naturalis, 영어: natural law)은 자연히 존재해 언제 어디서나 유효한 보편적이고 불변적인 법칙이다. 이러한 뜻은 인위적인 가치에 대칭되어 실정법, 즉 정치적인 공동체나 사회, 국가 등에서 만든 법과 반대되거나 비판적인 의미로 쓰인다. 그러나 자연법은 실정법과 함께 놓아야만 드러나는 성질들을 가지고 있기 때문에, 실정법 자체를 부정하기보다는 그 법의 상태를 비판한다고 할 수 있고 결국 상호보완적인 관계를 가지게 된다. 현대의 법학자나 정치학자는 "당연한 정의"나 "자연적 권리(라틴어: ius naturale)"를 다른 것으로 구분하기도 하지만 일반적으로는 같은 뜻으로 쓰인다.
자연법이라는 명칭을 갖는 것은 그것들이 우리 존재의 형성 구조에서 유래되기 때문이다. 그 자연법들을 잘 이해하려면 사회가 성립되기 이전의 인간을 살펴보아야 한다. 자연법이란 사람들에게 원초의 상태에서부터 적용된다고 할 수 있는 법이다.

## 사상
자연법사상(自然法思想)은 자연법을 설명하는 방법이나 이론 및 사상이다.
인위적인 실정법 외에, 또는 그 위에 입법자의 의사를 초월하는 가치기준으로서 자연법을 논의한다는 사상은 왜 법률에 따라야 하는가, 즉 법률적 구속력의 도덕적 근거 여하에 사람들이 의문을 갖기 시작한 때부터 지금까지 계속되고 있다. 자연법을 설명하는 방법이나 이론은 여러 번 변천하는 중이고, 특히 상기 의미의 자연법사상은 서양 사회의 법·정치질서의 도덕적 원리를 이루어왔다.
자연법사상의 내용은 인간의 본성까지도 포함한 자연에 대한 이해의 폭과 깊이에 대응해 시대에 따라 달라져왔으나, 입법자의 자의(恣意)를 넘은 정(正)·부정(不正)의 객관적 기준의 사상임에는 변함이 없다. 더욱이 자연법은 실정법에 대한 객관적 도덕기준일 뿐만 아니라 입법 및 재판의 기준 내지는 테두리로서 스스로 ‘법’이라는 주장도 포함한다. 따라서 자연법과 실정법은 법규범에서 상하 관계에 있으며, 상위 규범으로써 자연법은 실정법을 정당화하거나 무효로 한다. 여기에서 자연법의 실정법 정당화 기능과 광정적(匡正的)·보충적 기능, 보수적 기능과 혁신적 기능이 발생한다. 또 대전(大戰) 후와 같이 실정법 질서의 혼란·동요기에는 상위 규범인 자연법에의 호소가 성행한다. 자연법은 불변의 인간 본성(人間本性)에 기초를 둔 도덕적 법원리로서 보편타당성과 보편윤리성을 그 특색으로 한다. 그러나 실제에서는 “살인하여서는 안 된다”나 “계약은 준수하여야 한다”라는 자연법의 규칙은 반드시 어떠한 시대·사회·민족에서나 보편적으로 행하여지고 있는 것은 아니다. 이것은 인지(人智)나 문명의 미발달로 자연법에 대한 인식이 불완전하기 때문이다.
자연법의 제1원리는 “선을 행하고 악을 피하라”로서, 여기에서 “각인(各人)에게 그의 것을 주어라”나 “타인에게 부정을 행하지 말라”의 규칙이, 다시 여기에서 “계약을 지키라”나 “살인하지 말라” 등의 규칙이 무지(無知)·이욕(利欲)에 방해되지 않는 한 추론적(推論的)으로 귀결된다. 그러나 그 이상의 상세한 규정, 형벌의 정도, 계약의 형(型)과 효력 등은 사회 사정을 고려하여 입법되는 실정법에 맡겨진다.
여러 가지 사회 과학이 발달한 오늘날, 자연법의 인식을 저해하는 사회적 조건의 연구야말로 현대의 자연법사상에 부여된 과제일 것이다.

### 혁명이론과 기본권보호이론
자연법 사상 또는 자연법 이론은 기본적으로 현재의 법률, 즉 실정법을 거부할 때, 즉 영국왕에 대해 반란을 일으킨 아메리카 식민지 사람들의 반란의 근거로 사용되는, 즉 기존 권력에 대항해 투쟁할 때 사용되는 것으로 사용되었다. 이러한 혁명이나 반란이 일어날 경우, 반란세력의 자연법과 기존 권력의 실정법은 서로 대립되는 관계였다.
이것은 다시, 국가의 인권탄압에 대해 개인이 맞서 싸울 때에도 사용되었다. 즉, 국가가 헌법과 법률을 근거로 개인의 권리를 제한할 경우에, 개인은 자연법을 근거로 이에 대항해 소송이나 기타 저항을 한다. 즉, 기존 권력이 실정법을 근거로 탄압을 가할 때, 당하는 사람은 자연법을 근거로 저항한다. 원래 17세기와 18세기에 서유럽에서 본격적으로 성장한 인권이라는 개념 자체가 자연권이라는 관념에서 나왔다.
이러한 피탄압자의 자연법 논거를 미국 연방 대법원은 적법절차원리로 인정해 주고 있다.
오늘날 자연법 사상은 많은 인권선언 속에서 천부인권, 자연권 등의 용어로 수용, 인정되고 있다.

### 고대 자연법사상
기록에 나타난 최초의 자연법사상은 소포클레스(기원전496∼406)의 비극 《안티고네》로서, 주인공 안티고네는 양심에 따라 왕의 명령에 반항하였다가 죽었다.
헤라클레이토스는 자연주의적이었으나 만물 유전(萬物流轉)의 자연계의 배후에 보편적인 로고스로서의 자연법이 있음을 암시하였다.
소피스트를 지나서 플라톤과 아리스토텔레스로부터 법의 이데아로서의 자연적 정의가 이론화되어 그리스 시대를 통해 인정법(人定法)과 대치(對置)되었다. 말기의 스토아 자연주의의 자연법론은 로마 사회에 그리스의 자연법사상을 전달하는 파이프가 되었다.
로마의 자연법사상은 키케로에서 볼 수 있듯이 스토아적인 것이었으나, 주로 법체계의 보편 원리로서 전개되어 자연법이 갖는 보편윤리성은 후퇴하였다. 로마법에서는 자연법, 만민법(국제법), 시민법(국내법)이라는 3분법(三分法) 내지는 체계가 사용되었다. 이것은 로마법의 세계법으로의 발전이 자연법의 보편타당성의 요구를 빌려서 결실되었다는 것을 의미한다. 이리하여 그리스의 철학적 자연법은 법적 자연법으로 구현되었다.

### 중세 자연법사상
기독교와 그리스 철학을 융합하여 신학체계를 구축한 중세 시대에는 자연법에 기독교가 생명을 다시 부여하였다. 아우구스티누스(354∼430)가 신의 자연(被造界) 창조 계획, 즉 신의 이성인 영구법(永久法)의 인간 본성에의 발현(發現)이 자연법이라 하고, 또 자연법을 통한 영구법의 인식을 주장하였다.
이와 같이 하여 신이 만든 자연(인간 본성을 포함하는)을 기초로 하는 자연법의 윤리 체계를 토마스 아퀴나스(1225∼1274)가 완성하였다. 신의 손으로 이루어진 자연의 법이기 때문에 그 합리성·가치성 등 세속적(世俗的)인 것도 가치가 긍정(肯定)되었다. 아퀴나스의 자연법론은 “선(善)을 행하고 악(惡)을 피하라”의 제1원리로부터 이성(理性)의 추론(推論)으로 몇 가지 제2차적 자연법을 귀결시킬 수 있다고 하고, 그 이상의 상세한 규정은 실정법 입법자에게 맡겨져 있으며, 실정법과의 관계를 탄력적으로 설명하고 있는 점에 계몽기(啓蒙期) 자연법과의 상위(相違)와 특색이 있다. 아퀴나스의 자연법론은 전세기말(前世紀末) 이래 다시 한 번 그 가치를 인정받게 되었다.

### 근세 자연법사상
중세 자연법 사상은 신정법(神定法)을 자연법이라고 하여 인정법(人定法)에 우선하게 했다. 이에 대해, 근세 자연법 사상은 자연법은 실정법(신정법과 인정법)의 우위에 있다고 하여, 신의 뜻이라는 신정법(神定法)과 자연법은 같지 않다고 주장하여, 인간의 이성인 자연법이 신의 뜻인 신정법 보다 우위에 있다고 보는 사상이다.
아퀴나스가 합리화한 중세 자연법사상은 일시 신의론자(神義論者)의 반대를 받았으나 합리화의 과정을 진행시키는 가운데 세속화하고, 그로티우스를 전기(轉機)로 해서 신 없이도 자연법은 논증되는 것으로 되었다. 더욱이 자연법은 사무엘 폰 푸펜도르프(Samuel von Pufendorf) 등이 인간 사회의 공리적(公利的)인 기초로 만들었다. 공리(公理)로서의 자연법에서 기하학적(幾何學的)으로 법질서가 구상(構想)되었기 때문에 당시의 자연법은 이성법(理性法)이라고도 불린다.
다른 한편 근세 자연법은 개인주의와 결부되고 자연권(自然權)인 개인의 가치 주장으로 나타남으로써 역사 변혁의 큰 힘이 되었다. 홉스, 로크, 루소 등의 자연법은 내용만은 상이(相異)하지만, 사회 계약론을 매개로 하여 개인주의가 자연법과 결부되고, 정치적 자연법으로서의 자연권이 강조된 점에서는 공통되어 있었다.
과도하게 합리적인 근세 계몽기의 자연법론은 실정법의 상세한 규정까지도 공리(公理)인 자연법으로부터 수학적으로 추론(推論)·귀결하였기 때문에 탄력성을 상실하였다. 그러나 그것이 근대 시민법전(市民法典)에 미친 영향은 무시할 수가 없다.

## 영국
13세기 영국의 법률가 헨리 드 브랙턴의 주저는 "영국의 법과 관습에 대하여"(Bracton on the Laws and Customs of England)인데, 미완간 된 이 책에서 그는, "국왕도 하나님과 기본법 아래에 있다"고 선언했다.
17세기 영국의 판사 에드워드 코크 경은 의회의 특권이 판례로부터 나오고 그것에 구속된다고 지적했으며, 1609년 Calvin's Case에서 "자연법은 영국법의 한 부분이며 신으로부터 비롯되어 영원하며 변하지 않기 때문에 세속적인 법에 우선한다"고 선언하였다. 또한, 1610년의 보넘 판결(Bonham`s case) 에서는 "의회제정법이 일반권리 또는 이성에 반하거나, 모순되거나, 실행이 불가능한 경우에는 보통법(common law)이 그것을 통제하며 그러한 법을 무효라고 결정할 것이다"라고 했다.

## 미국

### 독립 혁명
미국독립선언은 식민지인의 만을 상세히 기술하고, 다수의 혁명이론을 집약하였다. 식민지인에게 "자연법과 자연의 신의 법이 부여하는 지위" 및 인간이 "창조주로부터 부여받은" 권리에 주의를 환기시키고 있다. 또한 독립선언전문은 독립전쟁을 정당화하는 자연법이론의 영향을 강력히 반영하고 있다.

### 적법절차
영국에서 오랜 역사를 통하여 확립된 자연적 정의(Natural Justice)의 법리에 그 연원을 두고 있는 적법절차가 미국에 있어서는 지난 2세기 동안 판례와 학설을 통하여 꾸준히 발전해 오면서 국가권력의 전통적인 행사를 억제하여 개인의 권익을 보호하는 토대로서의 구실을 충실히 이행해 왔다.
미국 헌법의 근저에는 항상 자연권 사상이 자리잡고 있었다. 그 자연권사상은 비록 헌법에 명시적으로 규정되어 있지는 않지만 정부가 침범할 수 없는 본질적 권리가 있다고 보았다. 그러한 자연권 사상의 본질적 권리에 대한 논의가 바로 수정헌법 제14조의 적법절차조항에서 그 둥지를 찾은 것이다.
미국 헌법에는 수정헌법 제14조의 적법절차 조항이 있다. 적법절차에서의 "법"이란 자연법을 포함하는 것으로 해석되고 있다. "절차"는 절차 뿐 아니라 내용도 의미하는 것으로 해석되고 있다. 즉, 자연법적으로 풀이하면, 대한민국 헌법 제12조의 적법절차란 "자연법에 적합한 내용과 절차"를 의미한다.
미국 연방대법관들이 자연법에 근거하여 법률을 무효화 할 수 있느냐 하는 최초의 논쟁을 하게 된 것은 Calder v. Bull 사건에서였다. 이 사건에서 반대의견을 표시한 Chase 대법관은, 연방헌법이나 주 헌법을 기초한 사람들은 제한된 권력을 가진 정부를 건설하려한 것이며, 그리하여 성문헌법의 특정한 규정뿐만 아니라 자연법도 정부권한을 제한하고 규제하였다고 믿었다. 그는 사법부의 역할은 자연법 아래에 있는 국민의 권리를 정부가 침해하기 못하도록 보호하는 것이며, 따라서 연방대법원의 임무는 어떤 법률이 자연법이 국민에게 준 권리를 침해한다고 믿어지면 이 법률을 무효화하는 것이라고 주장하였다. Chase 대법관의 자연법 철학은 후세의 대법관에게 많은 영향을 줌으로써, 실체적 적법절차 원리 발전에 깊은 영향을 끼쳤다.
미국에서는 근본적인 권리를 "자연권"이라는 추상적인 이름이 아닌 실체적 적법절차 법리를 근거로 보장하고 있다.

## 독일
독일도 미국과 같이, 자연법 위반인 법률을 무효화 시킬 수 있다고 판시하고 있다.
독일 연방연방헌법법원은 헌법에 선행하고 헌법제정권자도 구속하는 초실정법적 규범의 존재를 시인하고, 실정법률을 그에 비추어 심사할 수 있다고 판시하였다.

## 대한민국
현재 대한민국 헌법 제12조 제1항에서도 미국 헌법의 적법절차를 도입하고 있다. 이전에는 일부 학설로서 미국의 적법절차원리가 당연히 포함되고 있다는 주장이 있기는 하였으나, 제9차 개정헌법에서 최초로 명문화되었다.
대한민국 헌법재판소는 미국의 판례이론을 그대로 수용하고 있다. 그러나, 대한민국에서는, 조문의 문언상의 이유로, 아직까지 "적법절차"라고 하면 형사처벌이나 형사절차에 한정하여 절차적 적법절차로만 생각하는 경향이 강하다.
헌법학계의 권위를 가진 권영성 교수는 "자연법적인 원리나 정의의 관념이 입법에 있어 존중되어야 함은 물론이지만, 위헌법률심판에서도 심판의 기준이 될 수 있는가는 의문이다."라는 간략한 서술만 하고 있다.
즉, 미국에서는 "자연법 위반인 법률을 무효화 할 수 있다"는 표현을 "적법절차 위반이라서 해당 법률을 무효화 할 수 있다"고 표현하며, 이론 구성을 하고 있으며, 이러한 미국의 적법절차원리를 모두 다 수용하는 것처럼 학설 판례가 밝히고 있지만, 정작 최고권위자인 권영성 교수는 자연법으로 위헌법률심사를 하는 것에는 의문이라고 밝히고 있다.

## 같이 보기
- 자연법 / 인정법 / 실정법
- 자연권
- 법사상
- 신자연법론
- 법실증주의 - 법실증주의는 자연법론과 대립하는 양대 사상이다.
- 휴고 그로티우스, 프랜시스 허치슨

## 참고 자료
- 이 문서에는 다음커뮤니케이션(현 카카오)에서 GFDL 또는 CC-SA 라이선스로 배포한 글로벌 세계대백과사전의 〈법의 발달〉 항목을 기초로 작성된 글이 포함되어 있습니다.